# Suibin (Großgemeinde)
Die Großgemeinde Suibin (绥滨镇 Suíbīn Zhèn) ist der Hauptort des Kreises Suibin der bezirksfreien Stadt Hegang in der nordostchinesischen Provinz Heilongjiang.
Suibin hat eine Fläche von 215,1 km² und besaß am 1. November 2010 genau 47.356 registrierte Einwohner.

## Geschichte

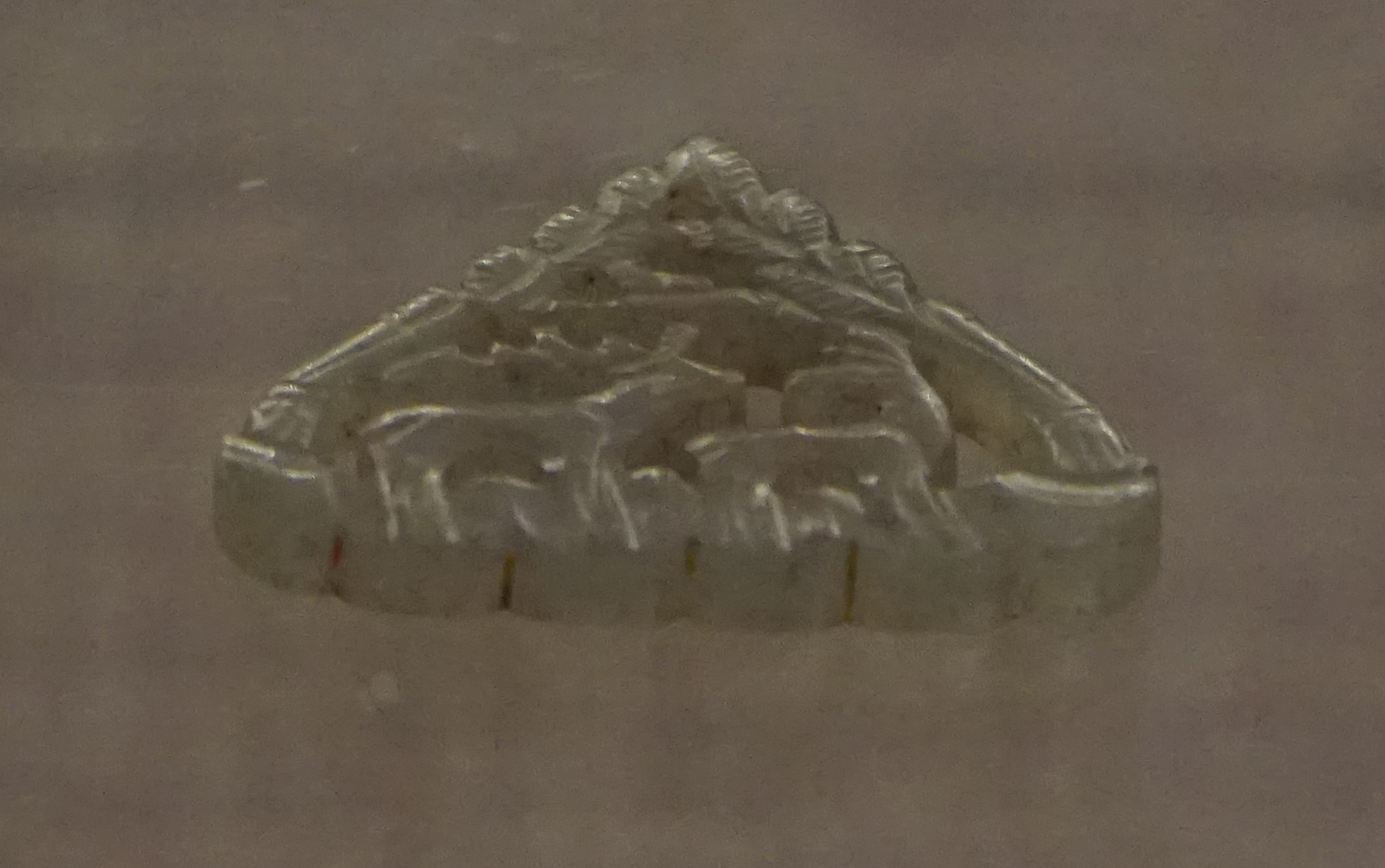
Jadeanhänger aus Aolimi (Jin-Dynastie, 1125–1234)

Suibin, gelegen am Nordufer des Songhua Jiang, existiert bereits seit der Liao-Dynastie (907–1125), damals unter dem Namen Aolimi (奥里米, später mit den fast gleich ausgesprochenen Schriftzeichen 敖来密 geschrieben).
Am 23. Januar 1929 wurde die Großgemeinde Suibin als Sitz der Regierung des gleichnamigen Kreises gegründet.
Der Name bedeutet „Befriedung des Flussufers“, wobei hier nicht nur der Songhua Jiang gemeint ist, sondern vor allem der Amur im Norden des Kreises, der seit dem Vertrag von Aigun 1858 die Grenze zu Russland bildet. Nach der Gründung der Volksrepublik China am 1. Oktober 1949 wurde Suibin zunächst als Verwaltungsgebiet dem damaligen Kreis Fujin unterstellt, dann 1956 wieder zur Großgemeinde erhoben. 1958 wurde Suibin in die Volkskommune Songhuajiang (松花江公社) umgewandelt, dann aber 1980 im Zuge der Reform- und Öffnungspolitik wieder in eine Großgemeinde umgewandelt.

## Administrative Gliederung
Die Großgemeinde Suibin setzt sich aus vier Einwohnergemeinschaften und 17 Verwaltungsdörfern zusammen. Diese sind:
| Einwohnergemeinschaft Dongli (动力社区); Einwohnergemeinschaft Huayuan (花园社区); Einwohnergemeinschaft Jiangcheng (江城社区); Einwohnergemeinschaft Xingmin (兴民社区), Regierungssitz der Großgemeinde; Dorf Aolai (敖来村); Dorf Datong (大同村); Dorf Fengyi (凤仪村); Dorf Hechun (合春村); Dorf Jichang (吉长村); Dorf Jicheng (吉成村); Dorf Jifu (吉福村); | Dorf Jili (吉礼村); Dorf Jizhen (吉珍村); Dorf Minzhu (民主村); Dorf Qingfa (庆发村); Dorf Qinglian (庆连村); Dorf Shengli (胜利村); Dorf Suibin (绥滨村); Dorf Xiangri (向日村); Dorf Zhenrong (振荣村); Dorf Zhonghe (中合村). |

## Wirtschaft
Die Wirtschaft beruht auf Landwirtschaft wie Reis-, Mais- und Sojaanbau sowie Rinder-, Schweine- und Hühnerzucht.